# ダレル・キャッスル
ダレル・レーン・キャッスル（Darrell Lane Castle, 1948年10月11日 - ）は、アメリカ合衆国の政治家。

## 概要
法曹資格を有する弁護士である。アメリカ海兵隊で4年間勤務したのちに、テネシー州メンフィスで弁護士として活動した。

### 2016年アメリカ合衆国大統領選挙
2016年アメリカ合衆国大統領選挙に立憲党から立候補した。